# Crin

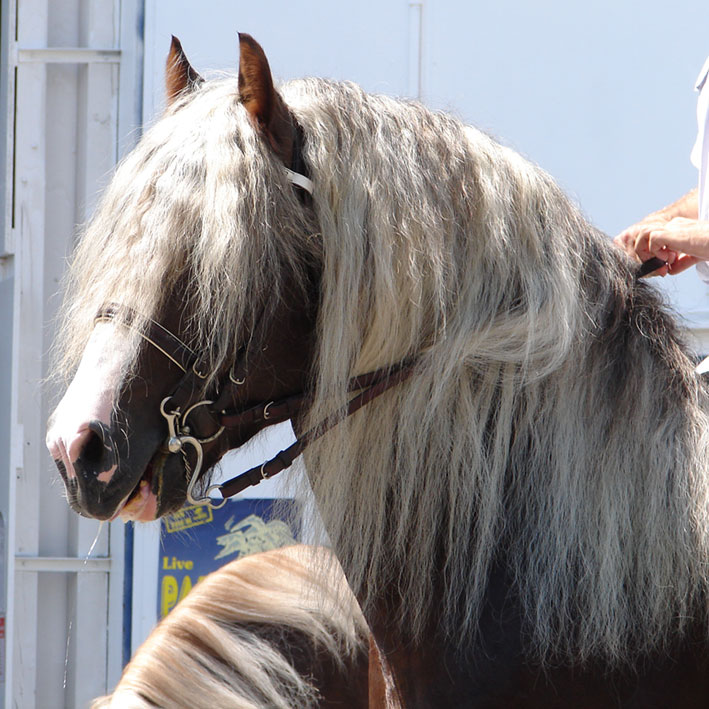
El pelo de la melena es más largo y azul que el pelo de la cola.

Se denomina crin o tusa al pelo largo y grueso que crece en el cuello de varios mamíferos, especialmente si se trata de caballos. En este último caso, también reciben ese nombre los pelos de su cola.
Se le da varios usos, incluidos la fabricación de tapicería, pinceles, arcos de instrumentos musicales, un tipo de tela rústica a base de pelo, y un tipo de material de recubrimiento de ambientes previamente utilizado en la industria de la construcción y que en la actualidad es posible observar en ciertos edificios antiguos. 
Las crines pueden ser muy rígidas o muy finas y flexibles; el pelo de la melena o «tusa» es por lo general más suave y corto que el pelo de la cola. La textura de la crin puede depender de la raza y crianza del caballo, incluidas condiciones tales como la alimentación o el clima. El procesamiento también puede afectar su calidad y sensación al tacto. 
La crin es una fibra de proteínas que absorbe el agua lentamente, pero es posible teñirla utilizando tinturas tradicionales adecuadas para fibras de proteínas. Se pueden hacer fieltro aunque no es muy fácil.

## Usos

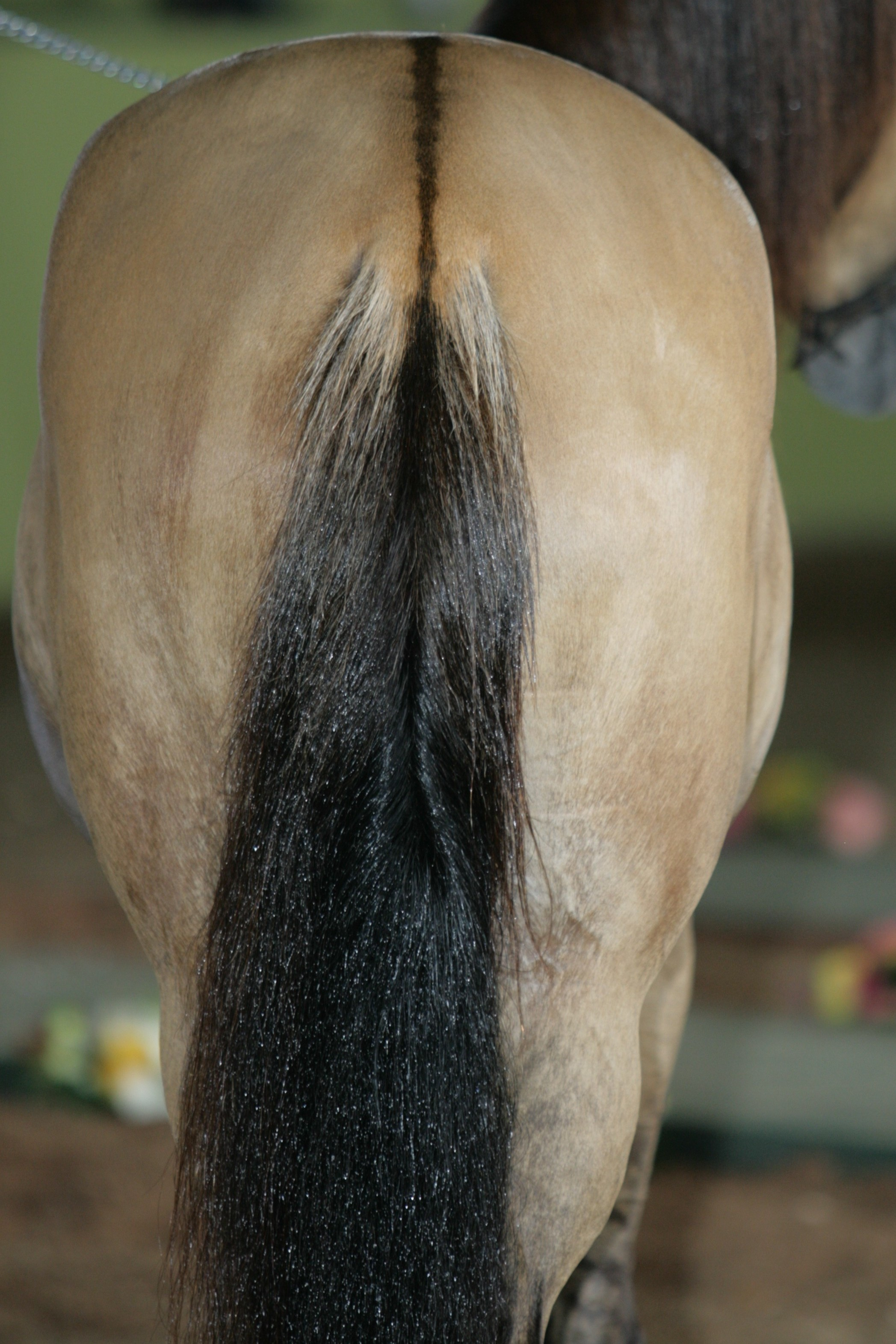
Crin de la cola de un caballo.

Las crines son utilizadas en las artes de trenzado de crines para dressage, cerámica, y en la confección de artículos de joyería tales como brazaletes, collares, aros y barrettes (broches para el pelo). Se utilizan para fabricar ciertos pinceles de brocha gorda y pinceles para pintura artística. La pintura es una de las áreas en la cual las crines son aun muy utilizadas en la actualidad. Las crines son procesadas, cortadas del largo necesario y adosadas a pinceles que se utilizan para pintura de paredes y desarrollo de obras de arte. Las crines son apropiadas para fabricar pinceles ya que brindan una pincelada suave y poseen la habilidad de retener gran cantidad de pintura ayudando a minimizar las veces que el pintor debe detenerse para embeber el pincel en pintura.
Las crines son utilizadas para confeccionar arcos para violínes y otros instrumentos de cuerda de frotación. Otro uso en la comunidad artística es en la cerámica y cestería donde las crines son utilizadas para adornar los objetos y definir estilos. En el caso de la cerámica cuando las piezas son retiradas del horno y se encuentran aun calientes se les arrojan crines las cuales se queman en contacto con la cerámica dejando vistosos patrones decorativos de filigrana negros sobre la superficie.
El uso de crines en la pesca está difundido y posee varias aplicaciones. El uso más difundido de las crines ha sido la fabricación de líneas para pescar. El pelo es retorcido y se fabrican cordeles muy extensos. Un uso histórico era la confección de guantes utilizados para pescar en la Edad Media y hasta el siglo XVII en climas fríos. Los guantes tejidos con fibras de crines eran una opción muy popular en los climas fríos ya que las crines son muy buen aislante térmico, también poseen aceite natural y una estructura rígida que permite realizar tejidos cerrados de forma que sean resistentes al paso del agua y a la vez sean abrigados. Además las fibras absorben el agua con un ritmo inferior al de otros materiales lo que las hace atractivas para la pesca.
También se utiliza en la hechura de algunos guantes de boxeo.
El miriñaque o crinolina era inicialmente un tejido grueso fabricado a partir de crines e hilos de algodón o lino.